# Lucho Gatica
Luis Enrique Gatica García, né  le 11 août 1928 à Rancagua (Chili) et mort le 13 novembre 2018 à Mexico, connu sous son nom artistique de Lucho Gatica, est un chanteur de boléros chilien. Il s'est fait connaitre sur la scène internationale dans les années 1950 en interprétant des titres comme "Piel Canela", "Contigo en la distancia" et "Bésame mucho".  On estime que Gatica a publié plus de 90 enregistrements. Il a parcouru une grande partie du monde, ayant fait des concerts en Europe, au Moyen-Orient et en Asie. Il apparaît par ailleurs dans l'œuvre d'auteurs comme le Prix Nobel de littérature péruvien Mario Vargas Llosa,.

## Biographie
Luis Gatica Silva est né à Rancagua. Il a fréquenté l'école à l'Instituto O'Higgins dépendant de la congrégation catholique des Frères Maristes. 
Lucho Gatica est orphelin de père le 10 février 1933. Dans son enfance, il a subi de nombreuses privations comme ses sept frères et sœurs et c'est sa mère qui se fixe dans les premiers souvenirs musicaux de Lucho Gatica : elle jouait de la harpe et de la guitare dans la maison familiale, et deux de ses frères, Arturo et Catuta, avaient le goût de chanter des tangos ou des airs. 
Arturo accueille également Lucho à son arrivée à Santiago en 1945. Cette année-là, il est inscrit à l'institut Alonso de Ercilla, également dépendant des Frères Maristes, où il compte parmi ses camarades Andrés Zaldívar, future figure de la politique chilienne.
Il abandonne ses études de prothésiste dentaire pour se consacrer au chant et en 1949, à l'âge de 21 ans, il enregistre avec son frère Arturo son premier single 78 tours, dédié uniquement aux airs chiliens.
Lui et son frère Arturo étaient des chanteurs en difficulté avant la sortie de leur premier album, en 1949, alors que Gatica avait 21 ans.
Les goûts musicaux des Chiliens ont généralement changé au cours des années 1950, lorsque la musique boléro a dépassé le tango en tant que genre musical préféré des Chiliens depuis un certain temps. Des chanteurs comme la cubaine Olga Guillot, l’argentin Leo Marini et la mexicaine Elvira Ríos, entre autres, ont été très populaires à cette époque. Il en a été de même pour Xavier Cugat et son orchestre, qui comprenait le portoricain Bobby Capó. Ces chanteurs allaient influencer Gatica.
Le premier disque de Gatica, Me Importas Tú (1951) est devenu un succès en Amérique latine, ouvrant de nombreuses portes à Gatica. Il a suivi cela avec Contigo en la Distancia (1952).
La première tournée internationale du chanteur a eu lieu en 1953. La Colombie, les États-Unis, l'Espagne et l'Angleterre étaient les destinations. Il enregistre sa version de Bésame Mucho de Consuelo Velázquez en 1953, année au cours de laquelle il produit deux autres albums, Las Muchachas de la Plaza España et Sinceridad.
Il vit au Mexique à partir de 1957, il y a également connu le succès, tout en y consacrant une carrière au cinéma. 
Il épouse l'actrice portoricaine Mapita Cortés, nièce du réalisateur mexicain Fernando Cortés et ont deux fils nommés Luis et Alfredo. Luis est devenu une star du rock et de la telenovela dans les années 1980 et Alfredo (Alfie) est devenu un entrepreneur de la musique. 
Il a publié No me Platiques Más, Tú me Acostumbraste et Voy a Apagar la Luz, sorti en 1959.
En 1956, les chansons de Gatica ont été enregistrées pour la première fois en Amérique du Nord sur des albums de disques par Capitol Records (série « Capitol of the World »). Trois albums ont été publiés en 14 mois par Capitol. Le troisième groupe de ce groupe avec Capitol était El Gran Gatica, qui comprenait des chansons telles que Somos (Nous sommes), Sabrá Dios (Dieu saura) et Si me comprendieras (Si tu me comprenais). L'un des trois albums de Lucho Gatica, sorti en 1958, était une compilation de grands succès; le troisième s'appelait Envenenados. Il a également enregistré une chanson intitulée Encadenados..
En 2008, il obtient son étoile sur Hollywood Boulevard.  Le président et chef de la direction de la Chambre de commerce d'Hollywood, Leron Gubler, a présidé la cérémonie. Les invités comprenaient Maria Conchita Alonso, Johnny Mathis et George Hamilton.
Son décès à l'âge de 90 ans, survenu le 13 novembre 2018. dans la capitale mexicaine, a marqué la fin de l'ère des grandes voix mélodiques du XXe siècle.